# Četrtna skupnost Bežigrad
Četrtna skupnost Bežigrad je ožja enota Mestne občine Ljubljana, ki zajema ljubljanske severne četrti. Meri 724 ha in ima 34.670 prebivalcev (2020).
Obsega področje med južno železnico na jugu, gorenjsko oziroma kamniško železnico na zahodu, mestno obvoznico na severu ter Šmartinsko cesto in pokopališčem Žale na vzhodu. Razteza se na obeh straneh Dunajske ceste, ki je njegova centralna os in glavna prometna žila. Med drugim spadajo vanj ožji (stari) Bežigrad, Brinje, Nove Stožice/BS3 in Savsko naselje, pa tudi (nekdanje) obsavske vasi Tomačevo in (stare) Jarše. 
Četrt je pretežno stanovanjska. Vzdolž Dunajske ceste so na nekaterih odsekih gosto postavljeni poslovni in trgovinski objekti. Na severozahodnem delu leži manjša industrijska cona. Pozidava je večinoma nizka (do 5 nadstropij), prevladujejo samostojne in vrstne hiše. Večja naselja stanovanjskih blokov so koncentrirana na vzhodnem robu - Nove Stožice/BS3 in Savsko naselje. Bežigrad spada med najbolj zelene predele Ljubljane. Na Kardeljevi ploščadi je mdr. lociranih več družboslovnih fakultet in študentskih domov. 
Med pomembnejše bežigrajske kulturne ustanove in znamenitosti vštevamo Plečnikov Centralni stadion Bežigrad, Gimnazijo Bežigrad, Navje, nedograjeni Plečnikov Akademski kolegij (Baragovo semenišče), Plečnikove Žale in Gospodarsko razstavišče. V predelu starejšega dela Bežigrada stoji veliko lepih vil iz medvojnega obdobja. Še posebej pa izstopa Hranilniška ulica, ki je najstarejša bežigrajska ulica in je nastala v 1880-ih. 